# 大江戸花魁黄表紙 あらん
『大江戸花魁黄表紙 あらん』（おおえどおいらんきびょうし あらん）は桜野みねねによる日本の漫画作品。

## 概要
『ヤングチャンピオン烈』（秋田書店）にて、2010年No.09に掲載された。本作は江戸時代を舞台に、花魁の切ない恋を禿の視点から描いた物語。桜野は目次ページで「初めてちょっとエッチかも？な作品を描かせていただきました！」とコメントしている。桜野が秋田書店発行の雑誌に執筆した初の作品でもある。

## あらすじ
想い人の男性から贈られてきた人形を手にしてから様子が変わった花魁の銀蘭。彼女の禿である千鳥は人形の謎に興味を示す。

## 主な登場人物
銀蘭（ぎんらん）
花魁。想い人から贈られてきた人形を手にしてから、その人形で遊ぶようになる。別の男性のところに嫁ぐことになった際には人形を自身の腹の中に入れ、嫁いでからしばらくして亡くなった。
千鳥（ちどり）
銀蘭の禿。銀蘭が手にした人形を使った遊びの意味が分からずに愉快な妄想をしていたが、銀蘭が留守の際に人形の正体を知る。物語は彼女の視点で描かれた。